# TGE指数
TGE指数とは高温作業下の作業場における温熱指数の一つである。1952年に労働科学研究所に所属していた斉藤一及び高松誠によって提唱された。

## 概要
TGE指数はT×G×E (T=職場の平均気温 (Air-Temperature), G=職場の平均黒球温度 (Globe Temperature), E=平均エネルギー代謝率 (Energy Relative Metabolic Rate) ) で表される。
高温作業の適正範囲はTGE指数の数値が4000以下とされる。この際の作業者の8時間の水分喪失量は約4リットルに相当する。TGE指数4000以上6000未満では適応破綻がみられるようになり、6000以上では適応が極めて困難となる。